# Eternal Flame (álbum)
Eternal Flame, séptimo álbum de la banda japonesa Do As Infinity lanzado en 2009.

## Canciones
- 1. Eternal flame
- 2.　最後のGAME (saigo no game - el último juego)
- 3. Perfect World
- 4. 名もなき革命 (namonaki kakumei - Revoulución sin nombre)
- 5.  ナイター (naitaa - noche)
- 6. Feelin' the light
- 7. メラメラ (meramera)
- 8. Pice of your heart
- 9. 北風　(kita kaze - viento del norte)
- 10. His hometown
- 11. 焔 (honoo - llamarada)
- 12. 生まれゆくものたちへ (umareyuku monotachi he - Para los nacidos)

- Datos: Q1934517